# Rio Făgeţel (Bărbat)
O Rio Făgeţel é um rio da Romênia, afluente do Bărbat, localizado no distrito de Hunedoara.